# Carex ormostachya
Carex ormostachya là một loài thực vật có hoa trong họ Cói. Loài này được Wiegand mô tả khoa học đầu tiên năm 1922.